# Ганза-Ллойд
«Ганза-Ллойд» (также «Ганза-Ллойд» Былинского) — пулемётный бронеавтомобиль Вооружённых сил Российской империи. Разработан в 1915 году штабс-капитаном Былинским на базе легкового автомобиля фирмы «Hansa-Lloyd». Единственный экземпляр бронеавтомобиля, построенный в том же году Обуховским заводом, использовался Русской Императорской армией в боях Первой мировой войны и Красной Армией — в ходе Гражданской.

## История создания
В конце июня 1915 года на фронт отправились два пушечно-пулемётных бронеавтомобиля «Мерседес» конструкции штабс-капитана Былинского. Эти машины, имевшие имена «Опальный» и «Обуховец», поступили в распоряжение XIII армии Северо-Западного фронта, где поддерживали 3-ю кавалерийскую дивизию, сражавшуюся на Холмо-Люблинском направлении. Надёжные и хорошо вооружённые машины сразу же заслужили положительную репутацию в войсках, причём настолько, что после первых же боёв кавалеристы запросили по крайней мере ещё один броневик.
Узнав об этом, Былинский выступил с соответствующей инициативой и, чтобы ускорить дело, обратился с просьбой о постройке третьей машины к генерал-майору свиты Государя императора князю В. Н. Орлову. В своём корректном на грани льстивости письме Былинский писал следующее:

…С начала своей работы по созданию броневого взвода я имел в виду обращение к Вашему Сиятельству с настоящей просьбой, почему названия своим боевым машинам дал на букву «О», чтобы иметь возможность машине имени Вашего Сиятельства дать название «Орлец»…
Обращение возымело эффект. Вскоре князь выделил инициативному штабс-капитану трофейный немецкий 1,5-тонный грузовик «Ганза-Ллойд» с двигателем мощностью 24 л.с. и средства на его бронировку. Былинский быстро выполнил проект машины, и уже в августе 1915 года на Обуховском заводе бронировка «Ганзы-Ллойда» была завершена. Ещё через несколько дней броневик отправился в расположение 3-й кавалерийской дивизии, «вдогонку» «Мерседесам».

## Описание конструкции
«Ганза-Ллойд» Былинского значительно отличался от «Мерседесов». Причиной тому были как различия используемых шасси, так и недостаток времени, в условиях которого проект «Ганзы-Ллойда» создавался и выполнялся. В частности, Былинский вынужден был отказаться от широкого использования гнутых бронелистов, из-за чего форма корпуса несколько упростилась. Корпус собирался из листов хромо-никеле-ванадиевой брони толщиной 5-6 мм на каркасе при помощи сварки и клёпки.
В передней части бронеавтомобиля располагалось моторное отделение с бензиновым 4-цилиндровым рядным карбюраторным двигателем Hansa-Lloyd жидкостного охлаждения мощностью 24 л.с. За моторным следовало отделение управления с местами командира машины и водителя, отделёнными от боевого отделения броневой перегородкой. Для наблюдения за полем боя командир и водитель располагали смотровыми лючками, прикрывавшимися откидными бронекрышками, а также перископами. Посадка и высадка экипажа осуществлялась через двери в бортах корпуса.
В корме бронеавтомобиля располагалось боевое отделение, характерной особенностью которого являлось двухъярусное расположение вооружения. Ближе к центру машины размещалась передняя пулеметная башня цилиндрической формы, имевшая круговое вращение. В кормовой части, значительно ниже, находилась вторая башня, имевшая сектор горизонтального наведения порядка 300° градусов. В каждой башне размещалось по одному 7,62-мм 7,62-мм пулемёту «Максим» обр. 1910 года.
Подвеска — зависимая, на листовых рессорах. В заднеприводной (4 × 2) ходовой части использовались колёса с литыми шинами, односкатные на переднем мосту и двускатные — на заднем. Рессорная подвеска была специально усилена. Спицы колёс прикрывались бронеколпаками.

## Служба и боевое применение
Вскоре после прибытия «Ганзы-Ллойд» на фронт бронеавтомобили Былинского (то есть, «Ганза» и два «Мерседеса») по распоряжению ГВТУ были сведены в отдельный авто-пулемётный взвод (АПВ), получивший номер 25. 15 сентября 1915 года взвод перебросили под Двинск, где сражалась 5-я армия Северного фронта. Вплоть до весны 1916 года броневики использовались в боях, а в апреле 1916 были отправлены для ремонта в петроградские мастерские Запасной броневой роты. Однако в мастерских выяснилось, что «Мерседесы» дешевле утилизировать, чем ремонтировать — из-за уникальности шасси (на фронте почти не было других «Мерседесов») к ним практически не было запчастей, а изношенность машин в боях была весьма значительна. В итоге комиссия по броневым автомобилям при ГВТУ постановила переделать «Мерседесы» Былинского в бронедрезины, переведя их на железнодорожный ход, для чего машины были отправлены в мастерские 2-го коренного полка в Савёлове, где и застряли с началом политических катаклизмов в России.
«Ганза-Ллойд» же пребывала в более адекватном техническом состоянии, хотя и она требовала ремонта. Однако из-за начавшихся революционных событий найденные было запчасти так и пролежали рядом с броневиком в Михайловском манеже до начала 1918 года, когда на ремонт наконец нашлись деньги. Правда, в ходе ремонта боевое отделение подверглось существенной «модернизации» — обе башни были демонтированы, а на их месте была установлена 37-мм автоматическая пушка Максима-Норденфельда. В период Гражданской войны бронеавтомобиль использовался для патрулирования улиц Петрограда и в боевых действиях не участвовал, а в 1920 году был разбронирован.